# Peugeot 504
El Peugeot 504 es un automóvil del segmento D producido por el fabricante francés Peugeot y diseñado por Pininfarina. El 504 fue lanzado el 12 de septiembre de 1968 y su producción finalizó en Francia en el año 1987, aunque la pick-up continuó fabricándose hasta 1999. Su producción continuó en Argentina desde 1983 hasta 1999 en forma ininterrumpida por SAFRAR y Sevel Argentina, siendo el cuarto auto más fabricado y vendido en dicho país. Los motores disponibles eran de 1.600 cc. (85 cv a 5100 rpm) con relación de compresión 8,0:1, el 1.800 cc. (77cv a 5100 rpm) con relación de compresión 7,65:1 y el motor 2.000 cc. (89 cv a 5200 rpm) con relación de compresión 7,65:1.

## Historia
Producido por el fabricante francés Peugeot y diseñado por Pininfarina, el 504 fue lanzado el 12 de septiembre de 1968 y la producción en su país de origen finalizó en el año 1987. Sin embargo, en Argentina la producción continuó hasta 1999, . También fue producido, entre otros muchos países en Chile por la Automotora Franco-Chilena desde 1978 hasta 1987 la versión tricuerpo y familiar y hasta 1990 la pick-up; y en España por Citroën Hispania en su fábrica de Vigo hasta 1980.

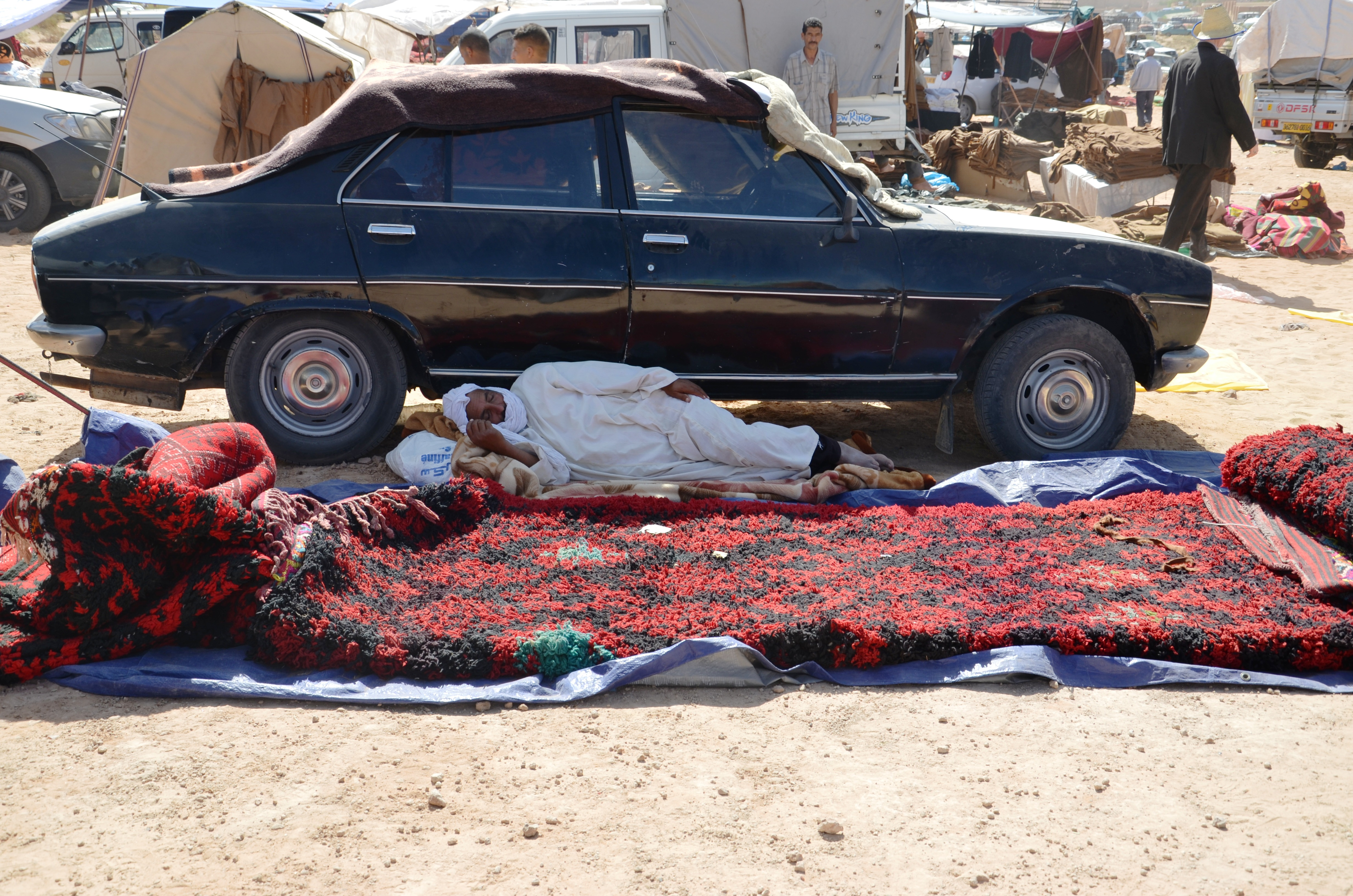
Vendedor de tapices con su Peugeot 504 en un mercado de Argelia.

El 504 fue elegido Coche del Año en Europa en 1969, siendo el primer modelo de la marca que ganó dicho reconocimiento.
En sus inicios, fue considerado un automóvil moderno y de lujo, debido a su diseño interior y exterior, y a su confort y seguridad. El 504 sería el primer automóvil francés en contar con reposa cabezas delantero de serie, desarrollado conjuntamente con Renault. A partir de 1975 los modelos vendidos en Francia ofrecían dirección asistida y elevalunas eléctricos.
Los primeros motores del 504 serían una evolución de los que equipaban los 404. Contaba con culata de aluminio con cámaras hemiesféricas. Gracias a su baja relación de compresión en las variantes de gasolina permitía el uso de gasolina normal-
En los últimos años de producción, al menos en Argentina, fue un automóvil bastante exitoso entre los taxistas. En países africanos, como Egipto, se utilizan también como taxis las versiones familiares, debido a su confort y a su amplio espacio interior (ya que se recorren largos trayectos).
Un total de 3.689.166 unidades se habían producido en todo el mundo al final de su producción.
Se conservan solo 3 prototipos del Peugeot 504 de competición expuestos en museos del mundo. En el Museo de la Aventura Peugeot de Francia y tal cual terminó su última carrera se expone el de Ove Andersson, ganador del Rally Safari 1975. En Argentina existen dos versiones, el de Osvaldo "Cocho" López, primer Campeón de TC2000 en el año 1979, y el de Francisco "Pancho" Alcuaz, Campeón de TN CADAD en 1978. Ambos están en el museo J.M Fangio de Balcarce.

## Variantes y versiones
El 504 se comercializó con carrocería sedán de cuatro puertas, familiar de cinco, cupé, descapotable y pickup de dos puertas, esta última ensamblada por la fábrica francesa Dangel. Las versiones familiares ofrecían tres filas de asientos sobre una carrocería más larga, con mayor distancia entre ejes y con un techo más alto.
Todas las versiones del 504 contaban con propulsión trasera (a excepción de la versión Dangel, que disponía de tracción en las cuatro ruedas).
La suspensión delantera ya empleaba conjuntos McPherson, economizando espacio en el vano motor, mientras que en el tren trasero se utilizaron dos tipos de suspensión totalmente diferentes. Por un lado se anticipó a muchos de sus rivales montando en las berlinas europeas una excelente suspensión independiente trasera mediante brazos semitirados, permitiéndole no quedar descolgado de sus rivales franceses  Renault 16 y Citroën DS. 
Al mismo tiempo mantuvo para los familiares una de las últimas implantaciones del sistema de tubo de empuje clásico procedente del Peugeot 404, típico de los Peugeot grandes desde el Peugeot 203 y muy adaptado a la utilización rural o industrial. Se utilizó en el familiar -que comparte batalla y suspensión con su antecesor el Peugeot 404 y su sucesor el Peugeot 505-, junto con las berlinas producidas fuera de Europa y en la versión básica francesa a partir de 1973. 
Las versiones equipadas con suspensión trasera independiente utilizaron un sistema muy robusto, mediante brazos semitirados de anclaje oblicuo y transmisión por falso tubo de empuje. El sistema que ya había sido utilizado entre otros por el Renault Frégate años atrás, se basaba en el uso de unos robustísimos trapecios tirados en el sentido de la marcha que portaban directamente la rueda, sin necesidad de manguetas. Esta ausencia de manguetas que favorecía la robustez, implicaba sin embargo que el brazo  era el único responsable del control de la geometría de la rueda, razón por la que sus puntos de articulación eran ligeramente oblicuos al eje transversal del coche, consiguiendo así que la rueda adquiriera caída negativa o positiva a lo largo del recorrido de la suspensión. 
Las versiones con suspensión dependiente por su parte utilizaban una transmisión por Tubo de Empuje. En esta disposición el puente trasero forma un conjunto en forma de "T" con un tubo hueco anclado sólidamente al cárter del diferencial, dentro del que gira un árbol de transmisión sin juntas e íntegramente protegido. Dicho conjunto es indeformable -para lo que se empleaban dos tirantes en los extremos del puente- y basculante -todo el conjunto puede moverse libremente al estar unido únicamente por los muelles (dos por rueda en los familiares) y una barra Panhard al chasis y por una rótula hueca atravesada por el árbol de transmisión a la caja de cambios-.
De este modo las fuerzas de empuje y frenado se transmiten directamente a través del tubo hacia los anclajes del conjunto motor/caja de cambios como en un vehículo de tracción delantera en lugar de a través de los típicos brazos de empuje/reacción de las transmisiones hotchkiss. La ventaja estribaba en que toda la transmisión solo necesitaba una única junta cardánica para conectar el eje de salida de la caja de cambios con el árbol de la transmisión, que en su otro extremo atacaba la corona directamente.
Los frenos eran de disco en el tren delantero y de tambor o disco en el trasero según la versión. La dirección empleaba un moderno sistema de cremallera. Las transmisiones podían emplear la caja BA7 manual de cuatro marchas (opcionalmente con 5 al final de su vida comercial) o una ZF automática de tres, pudiendo combinarse esta última con los motores diésel, algo muy poco habitual en su momento. Los motores diésel, todos de diseño Indenor ("société Industrielle de l'Est et du Nord") con 1948 cc, 2112 cc o 2304 cc eran uno de los diseños más avanzados de su tiempo y fueron utilizados tanto por otros Peugeot (403, 404, 505, 604, J7, J9, P4..) como por Talbot, Ford o en aplicaciones industriales.
Las versiones de gasolina se basaban en dos bloques, el de 1796 cc y el de 1971 cc, este último disponible en Europa con inyección mecánica Kugelfischer en opción. Al final de su vida comercial se añadió una versión de 1997 cc y 128 CV.
Las versiones más destacadas del 504 francés fueron el GL y la TI; esta última presentaba un muy completo equipamiento, además de un motor alimentado por inyección y frenos de disco en las cuatro ruedas. Del 504 producido en Argentina, destacan las versiones XSE de 1800 cm³ y las versiones 2000 SE y la 2000 SES con tapicería de cuero en una gran gama de colores con apoyacabezas regulable en altura (diferente al modelo europeo que se escondía en el respaldo), tablero de instrumentos de cinco relojes individuales Jaeger y que fue el primer coche argentino con radiocassete y luneta térmica; la versión TN (turismo nacional), una versión deportiva inédita del 504 argentino, caracterizada por ser de color azul martinica y naranja tropical, con anchas bandas blancas/negras que recorrían su estilizada carrocería que la diferenciaban de otras versiones; y las versiones XS y SRX, las más modernas del 504 en todo el mundo.
En Argentina fue el vehículo con mayor cantidad de denominaciones diferentes a lo largo de su historia de aquel país (GL, E, XSE, XE, XL, 1800 GL, 2000 SE, 2000 E, 2000 L, TN 2000, SED, SES, SL, GLS, GLD, GR, GR II, GR TN, GRD, SR, SRD, SR II, SRX, XS, D, G). Sin embargo, las versiones TI con inyección de combustible nunca llegaron a venderse en Argentina. Tampoco se vendieron los motores con inyección electrónica, ni la versión cupé (salvo unas pocas importadas) ni la descapotable. En Argentina se produjeron algunas series especiales elaboradas por carroceros locales, tales como el cupé y el familiar Geramo, así como versiones doble cabina y rural de la pickup 504.
Tanto en Francia como en Argentina y otros países, el 504 se siguió fabricando mientras el 505 se comercializaba. De hecho, el 505 se presentó en el año 1979, y el 504 dejó de fabricarse en Francia en 1987. En Argentina, el 504 se llegó a vender hasta el año 2000; el 505 argentino, solo alcanzó a ser comercializado hasta 1995. El 504 fue el tercer modelo de Peugeot más vendido en el mundo después del Peugeot 205 (en segundo lugar) y el Peugeot 206 (en el primero), con más de 3,5 millones de unidades incluyendo todas sus versiones. También fue el Peugeot con la gama más completa, contando con casi todos los tipos de carrocerías: de sedan, de carga, todoterreno, ambulancia y camioneta. 

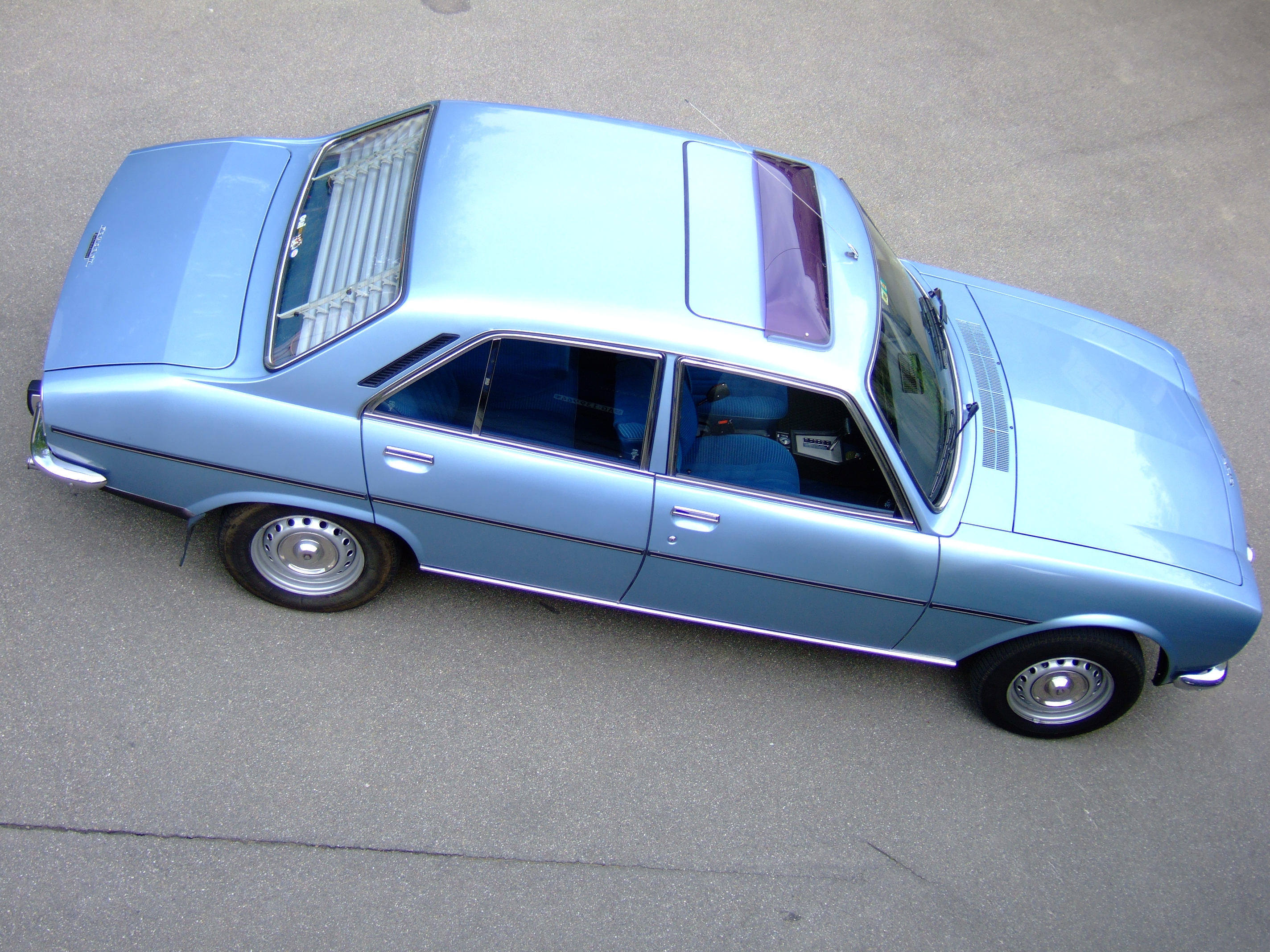
Peugeot 504 TI (1972-1979).
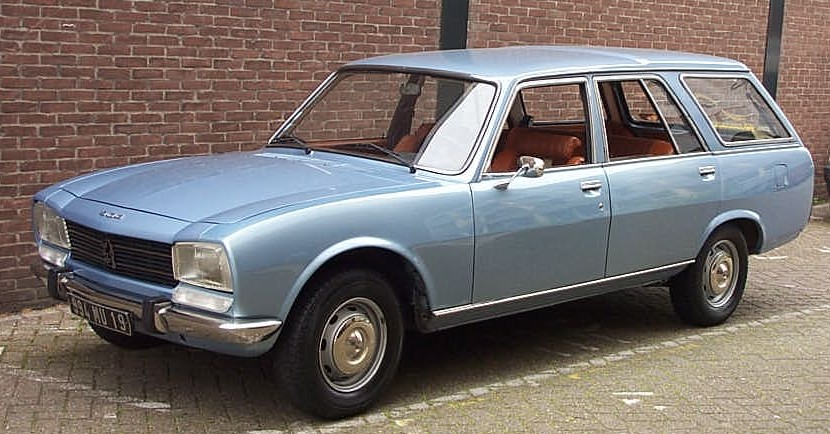
Peugeot 504 familiar (1979-1983).
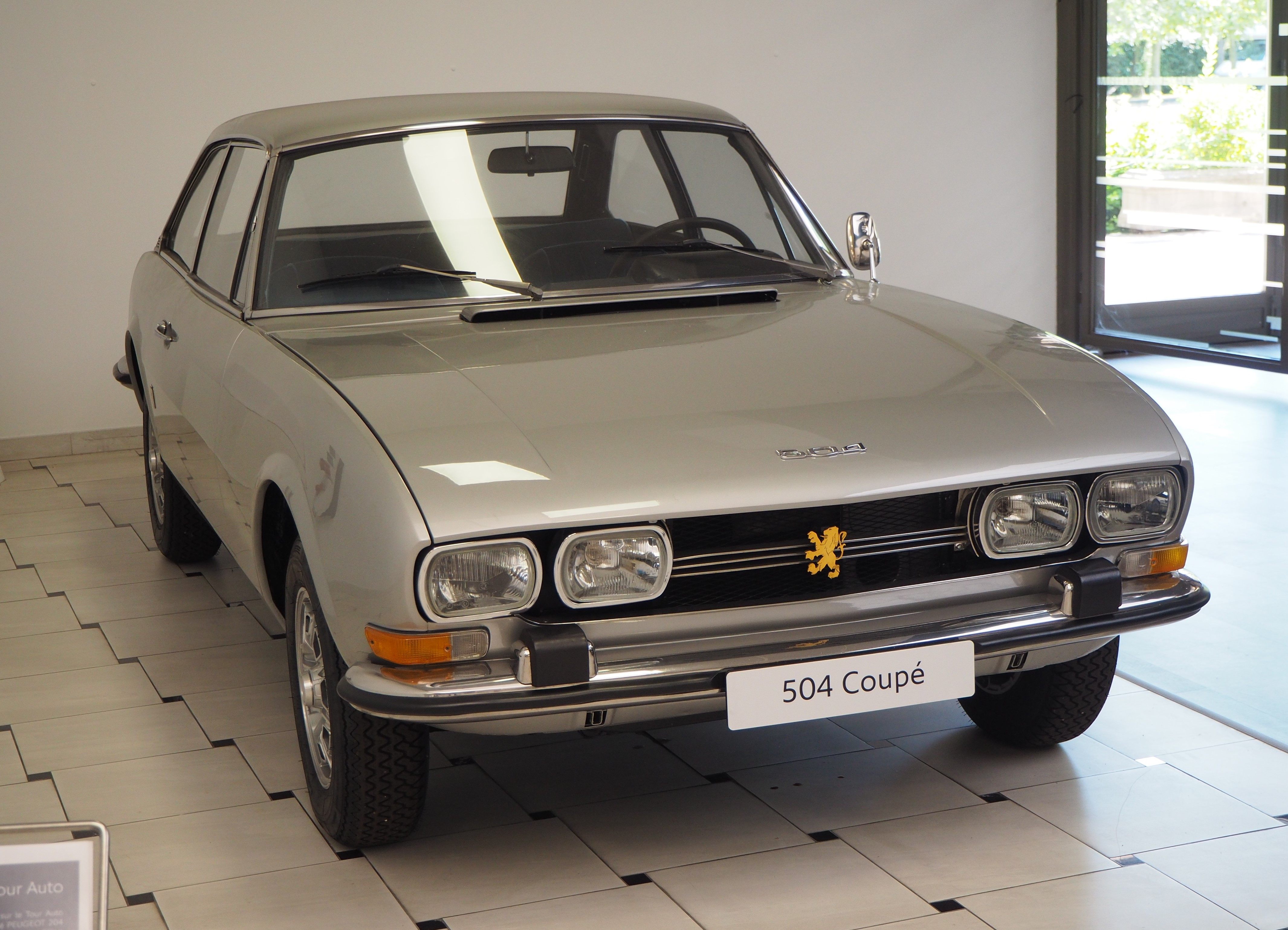
Peugeot 504 cupé (1977-1985).
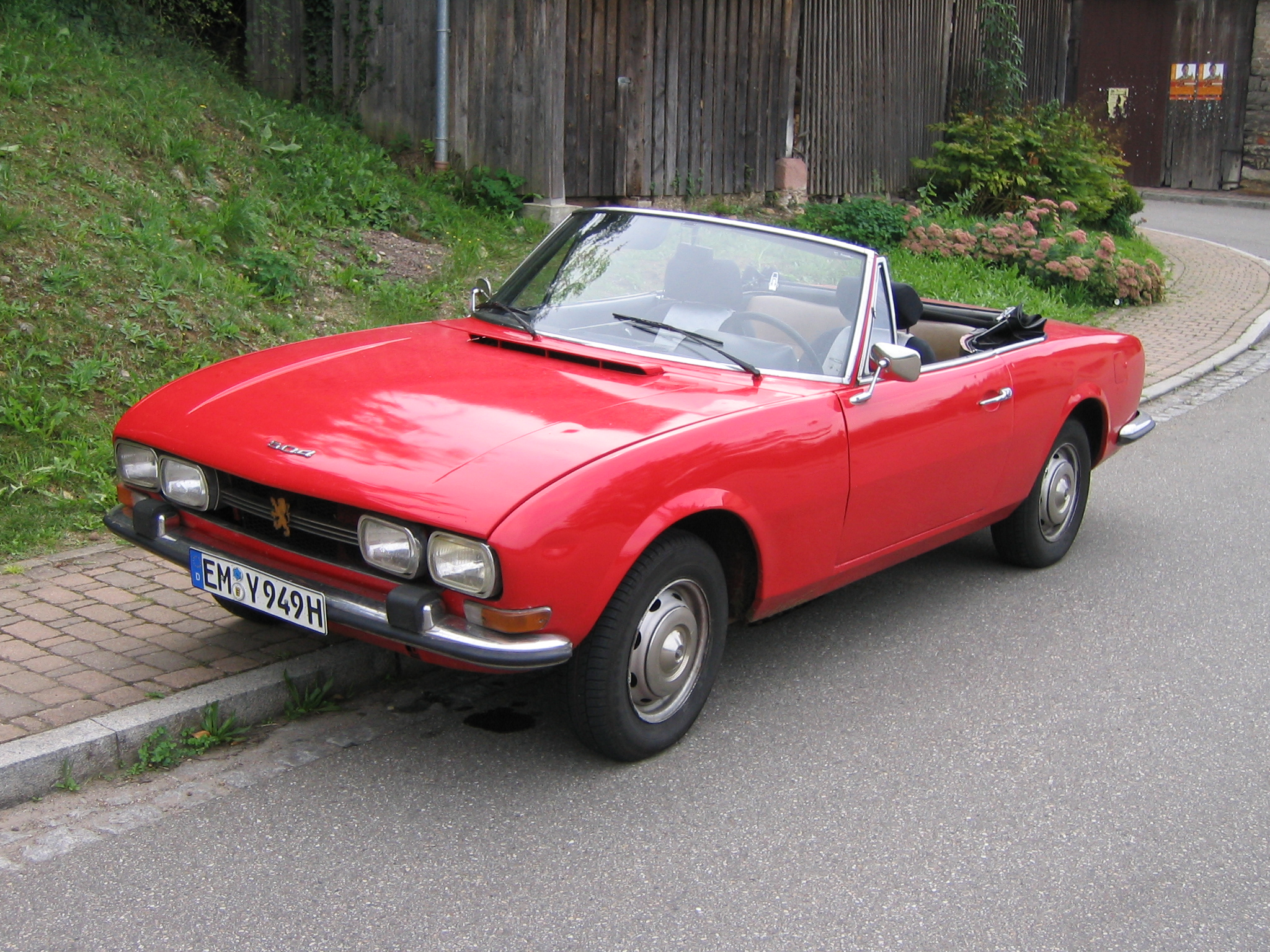
Peugeot 504 cabriolet.
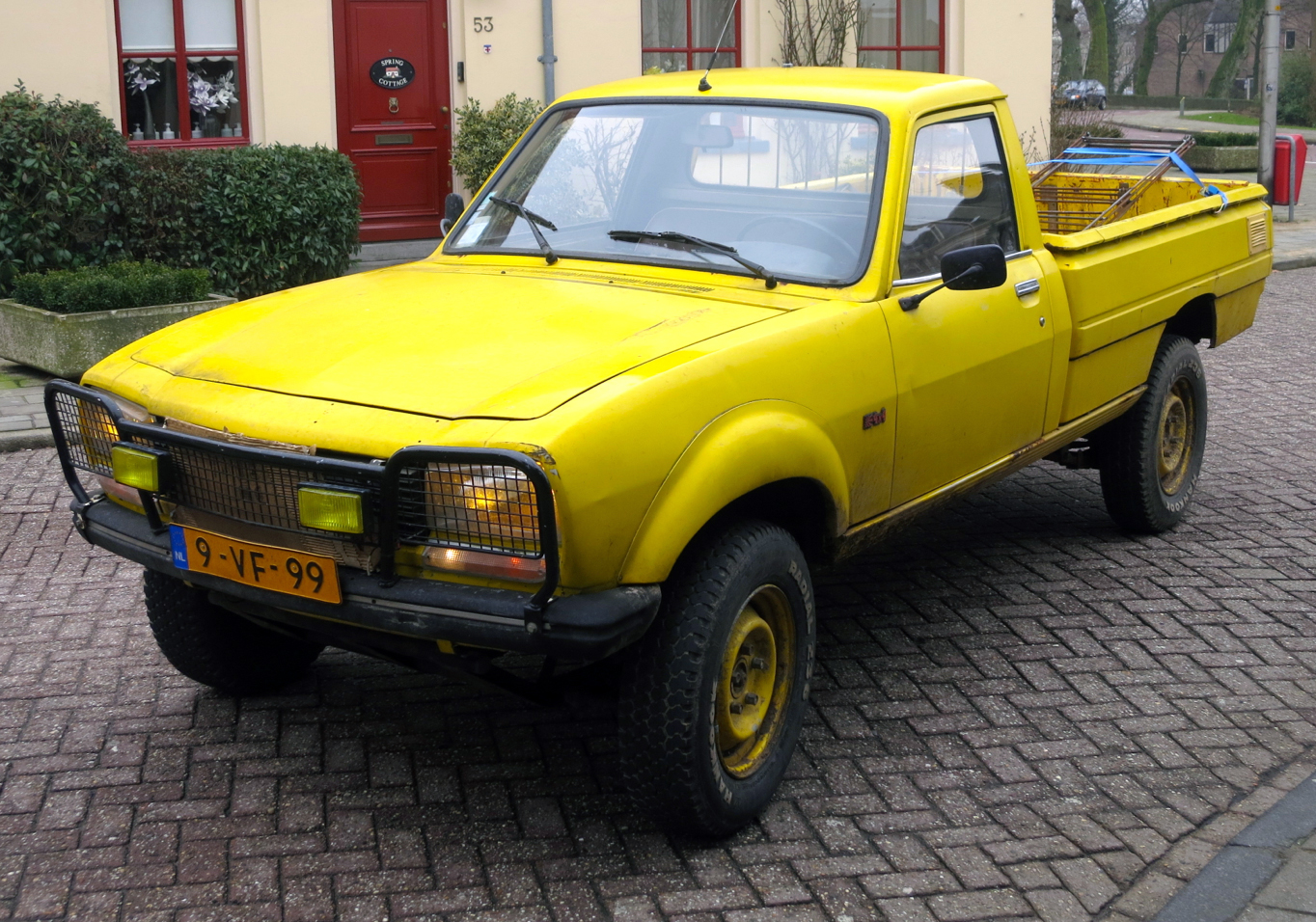
Peugeot 504 pickup, versión Dangel (1981-1987).
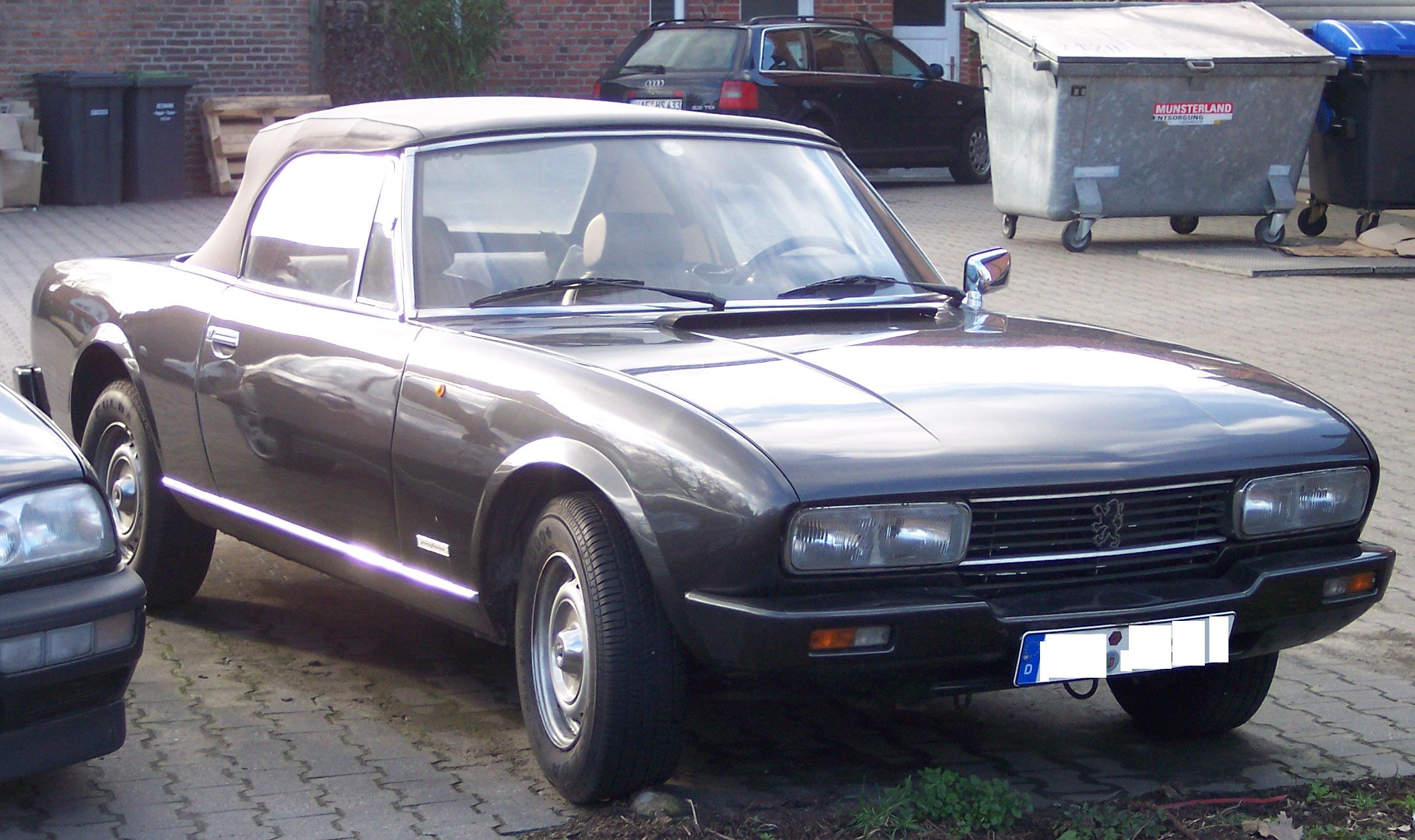
Peugeot 504 Cabriolet 1984
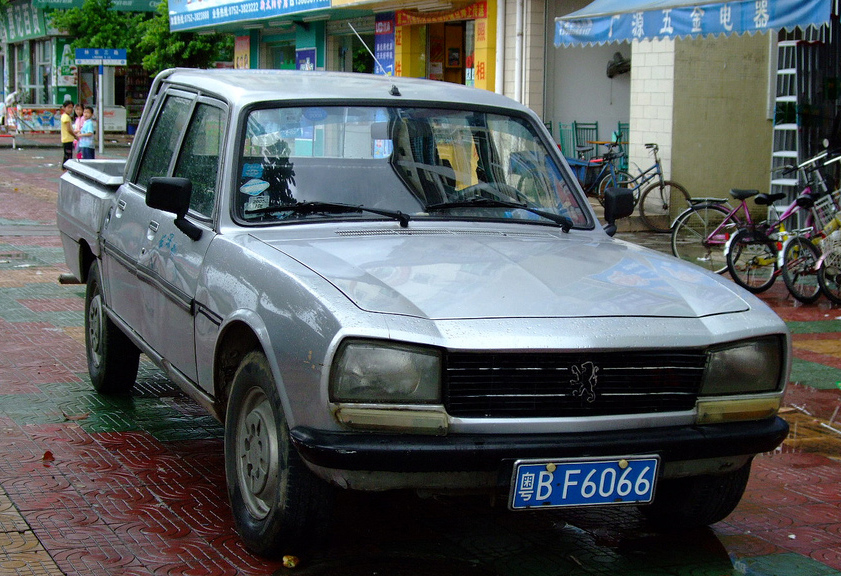
Peugeot 504 doble cabina Dangel 1984
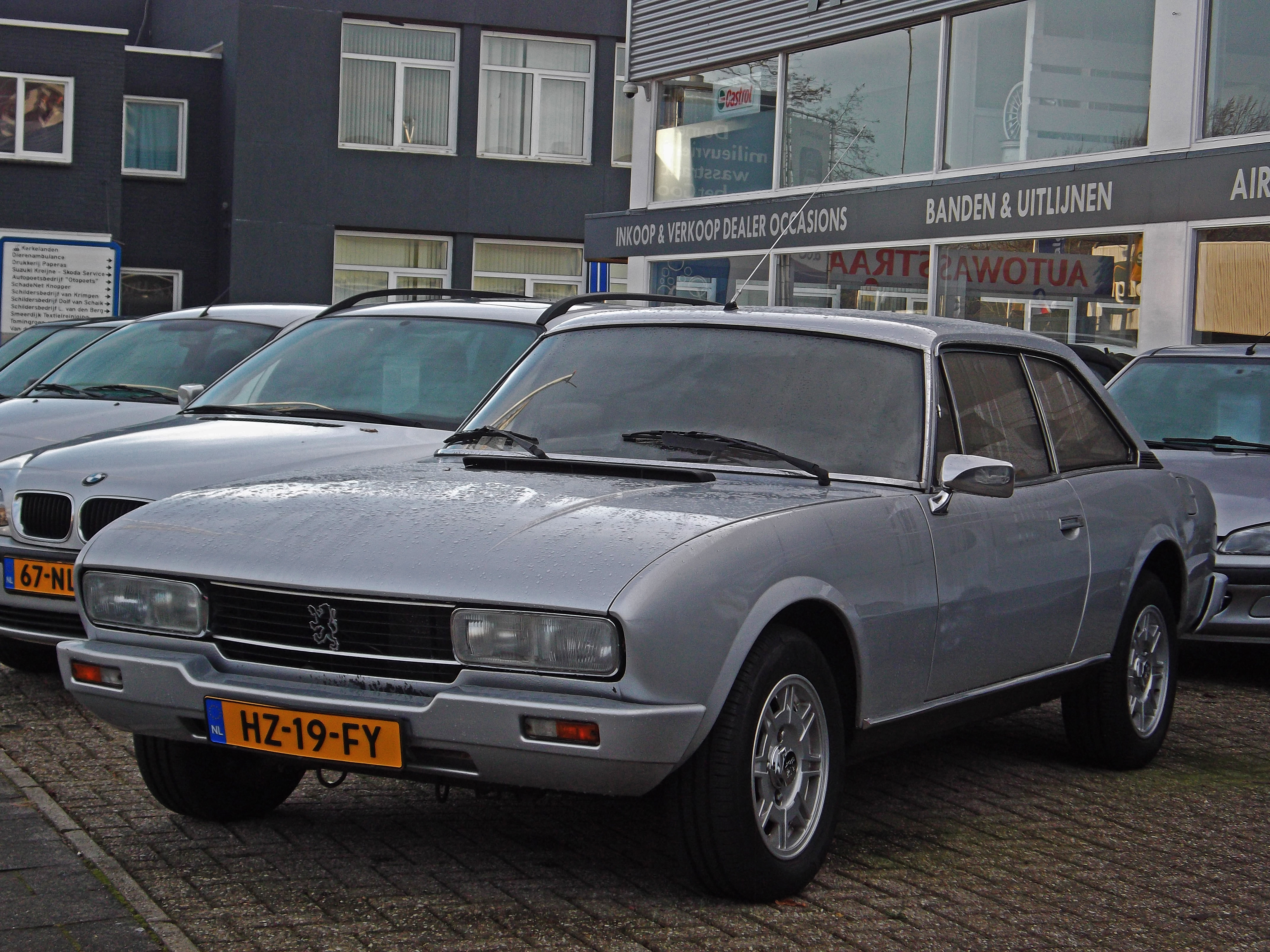
Peugeot 504 Coupe 1986
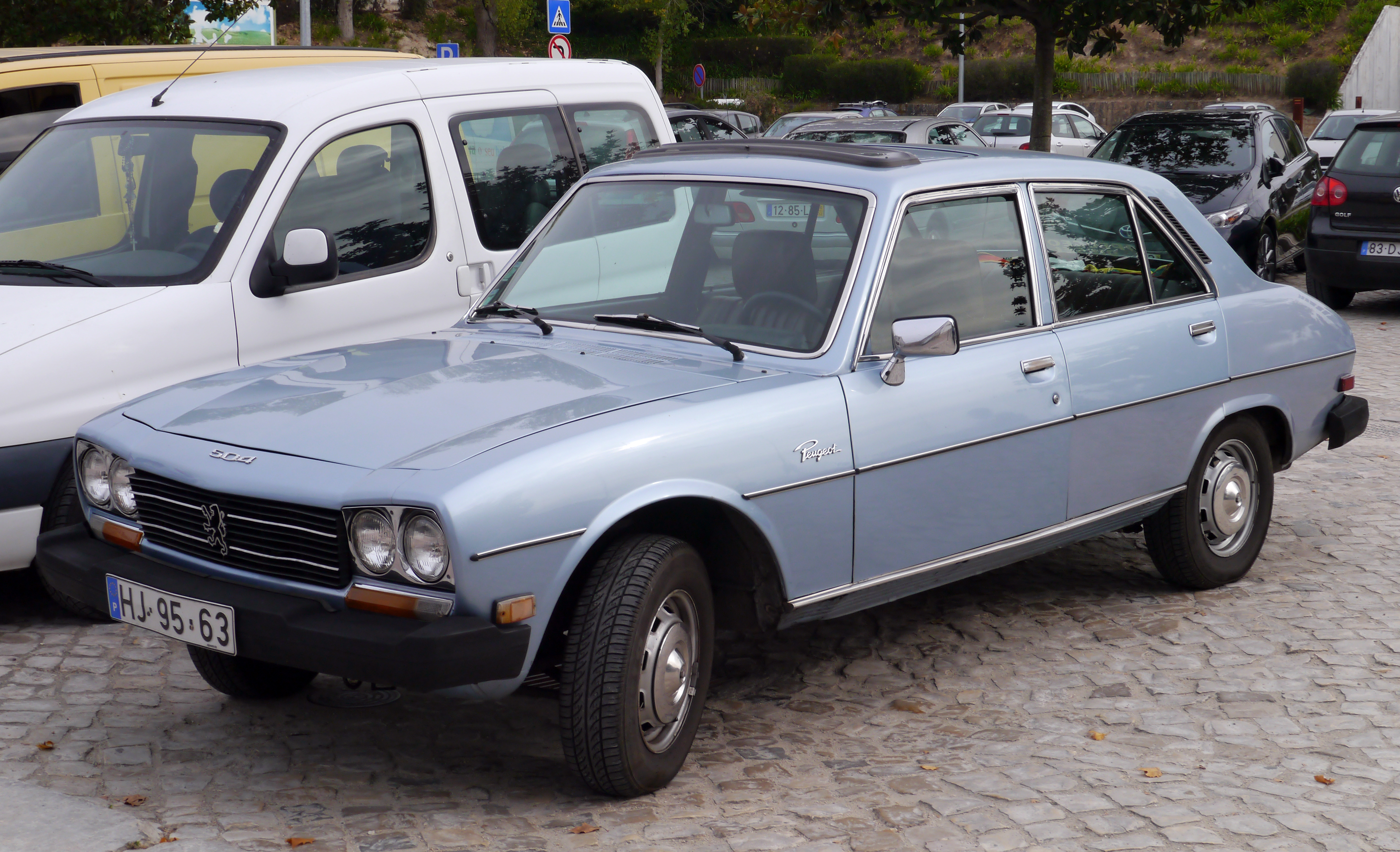
Peugeot 504--(1979-1981)

## El Peugeot 504 en Argentina

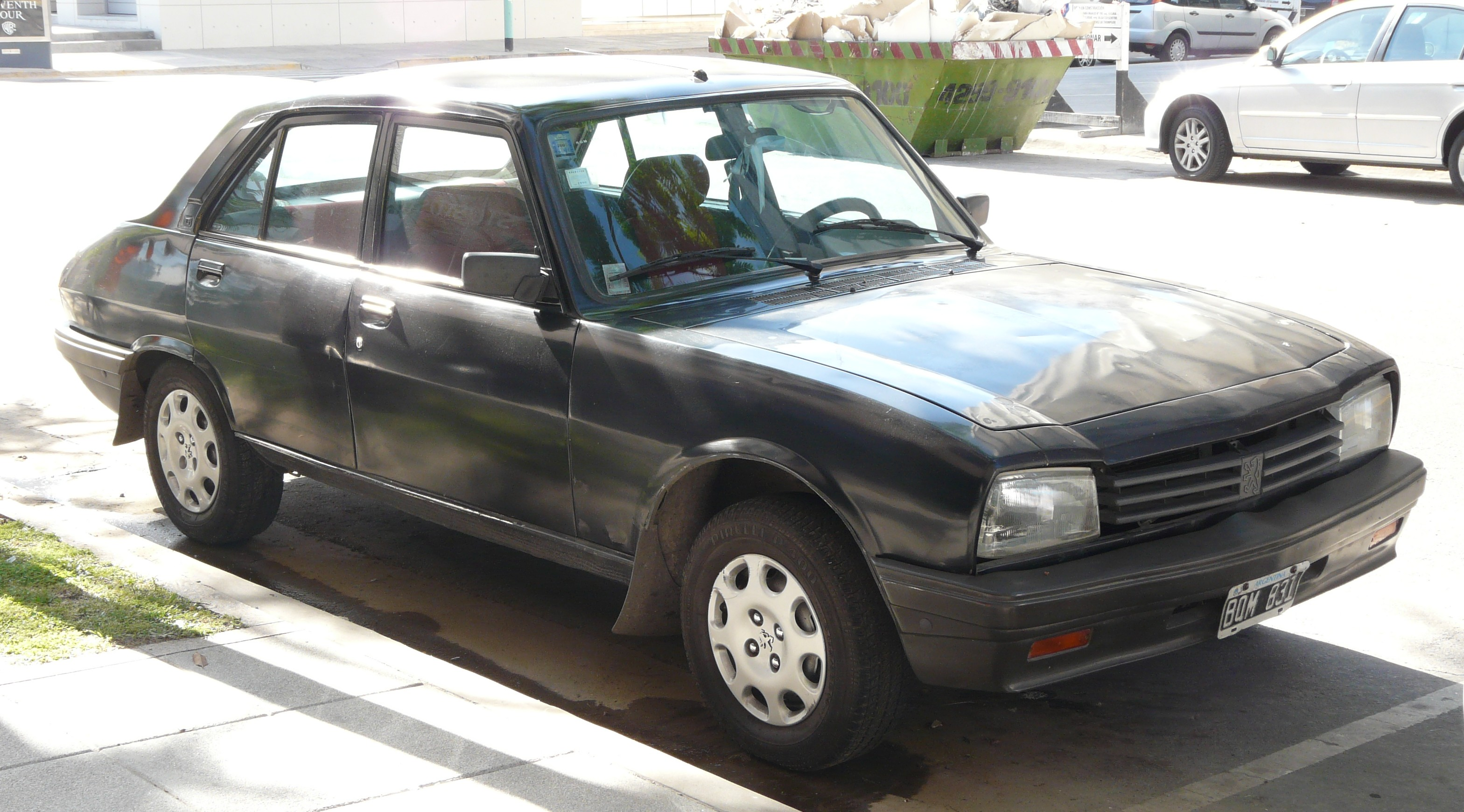
Peugeot 504 argentino.

En Argentina la producción se inició en 1969 por SAFRAR en versiones berlina, familiar, y pickup produciéndose durante 30 años (la producción de la versión sedán cesó en 1999). El pickup fue fabricado en cabina simple y doble, con capacidad de carga de más de una tonelada (1300 kg) desde 1981 a 1999, y se exportó principalmente a países limítrofes. El Peugeot 504 se comercializó en este mercado hasta 1999 donde solamente quedó en producción la versión sedán, totalizando 491.959 unidades vendidas.
Durante los primeros años contaba con una motorización de 1600 cc y sus característicos faros dobles circulares. En 1972 apareció la versión "E", con faros trapezoidales, parrilla de salida de aire y el nuevo motor de 1800 cc, que complementaba al modelo anterior, ahora denominado "GL". Este siguió manteniendo sus características hasta 1974 y luego, al adoptar el motor de 1800 cc. fue rebautizado "1800GL". En 1973 apareció la serie "X", con tres modelos: "XE", "XL" y "XSE", este último más lujoso. En 1976 apareció la serie "2000" con motor de 2000 cc. y tres modelos: "2000E", "2000L" y "2000SE", el más lujoso de la gama. 
En 1977, con vistas a la participación deportiva, se produjo en serie limitada el "TN-2000", en color azul celeste con franjas blancas y con 110 HP, o sea 14 HP más respecto a su similar 2000 E o SE (que podía alcanzar los 175,183 km/h y acelerar de 0 a 100 km/h en 11s3). En 1979 se modifican las manijas de las puertas, actualizadas con el modelo europeo y la segunda versión "TN" se produce en color naranja tropical con franjas negras. En 1979 aparece la gama "S", con los modelos "SES" y "SED", siendo este último el primer 504 diésel argentino. 
En 1979 también empiezan las importaciones de los primeros "Familiale", que importarían desde Francia hasta 1983, año en que aparece la nueva gama con los modelos "GLS", "GLD" (diésel) y "SL" (de lujo). En 1981 se inicia la producción del pickup 504. En 1983 aparece el "GR" en versiones: de 4 y 5 velocidades, siendo el primer 504 con esta caja, Se destaca que en la Argentina, esta versión del 504 fue la primera en utilizar llantas de 14" y cuatro tuercas (195/70 R 14 son, a partir de esta versión, los neumáticos que usará hasta el fin de su producción). 
En 1983 se renueva la línea 504 con una reestilización que actualizaba sus veteranas líneas, con nuevos paragolpes de plástico negro, calandra de plástico negro, molduras de plástico negro, espejos exteriores de plástico negro, reposacabezas en los asientos traseros, caja manual de 5 velocidades con palanca al piso, dos cinturones de 3 puntos en las plazas delanteras, aunque los cambios principales eran en la zaga. Asimismo, el pickup incorporó algunas cosas iguales, y otras mejoras (como la incorporación de faros trapezoidales, en lugar de los faros redondos individuales), aunque no seguía la línea nueva de la berlina. A todo esto, desparece la versión "Familiale". En 1984 se retoma la producción del 504 diésel, denominado "GRD", con nuevo motor "Diésel Ligero". En 1986 se realiza una reestilización del pickup, quedando más actualizado respecto a la berlina, especialmente por la adopción de paragolpes más gruesos. En 1987 se lleva a cabo otra reestilización, la serie "S", que incluía a los modelos "SR" y "SRD", con nuevos paragolpes envolventes, un leve cambio al frente, aplanando un poco la trompa y reubicación de la placa de matrícula. Esa línea también la adoptaría la pickup a partir de 1989.
En 1990 la gama se reestiliza nuevamente, cambiando totalmente el interior y algunos pequeños detalles de carrocería, a la vez que surge la versión "SRX" como nuevo tope de gama, que incluye la modificación total del panel trasero, realizado por el estudio Pininfarina con cuatro Pilotos de forma rectangular traseros. En 1993, el panel trasero del "SRX" se hace extensivo a toda la gama del 504 sedán. A lo largo de los años 90 aparecerían distintas versiones basadas en este modelo, hasta la cese de producción de los 504 (berlina y pickup) en 1999.
El Peugeot 504 pickup fue un gran éxito, ya que era y es uno de los únicos que podía cargar 1300 kilos (el otro pickup era el Renault Trafic Rodeo, que carga 1,5 toneladas). Aún, después de numerosos años fuera de producción, sigue vigente en el mercado automovilístico de aquel país, usado por su gran autonomía, motor (2.3 litros diésel), confort, y capacidad de carga.
El Peugeot 504 tuvo una destacada participación deportiva, obteniendo campeonatos en Argentina en manos de reconocidos pilotos en la zona como José Migliore, Francisco "Paco" Mayorga, Francisco Alcuaz, Carlos Garro, Osvaldo "Cocho" López, José Fortunato, Gastón Perkins y Arnoldo Capra.

### Rediseño de 1990
Efectuado por el Estudio Pininfarina para Argentina y aplicado en primera instancia a la versión full llamada "SRX" en 1990, y posteriormente a toda la gama en 1993, afectó fundamentalmente el sector posterior donde ahora pueden verse las cuatro luces rojas traseras en forma horizontal (dos de cada lado), unidas por una franja en tono negro (bandeau). Incorpora también paragolpes plásticos (negros) de nueva silueta y ubicación de los faros delanteros de giro/posición. El diseño afectó levemente el sector frontal donde además del nuevo paragolpes, estrenó parrilla de nuevo diseño con su logo actualizado (plástico negro en versiones base/con aire acondicionado opcional, color carrocería en versiones full)
Este es el rediseño que lució el 504 en el mercado argentino hasta el cese de producción en 1999. Es de destacar que en el final de sus días en producción se comercializaba una versión base denominada SL, la que carecía de faldones laterales, el aire acondiconado era ofrecido solo como opcional y el instrumental se limitaba a velocímetro (con odómetro total y parcial) indicador de temperatura de motor y nivel de combustible. Además poseía un tapizado en tela rústica y perdió en los paneles internos de puertas la parte textil, limitándose a solamente plástico rígido. En esta etapa, donde apuntaba por precio y confiabilidad a un mercado más de coches de alquiler (taxis) encontraba como competidores en precio a las versiones base en primera etapa del Renault 9 y finalmente al Renault 19 (denominado RE), aunque ambos vehículos eran de un segmento inferior (segmento C). Ambos competidores ofrecían nivel similar de equipamiento y precios.

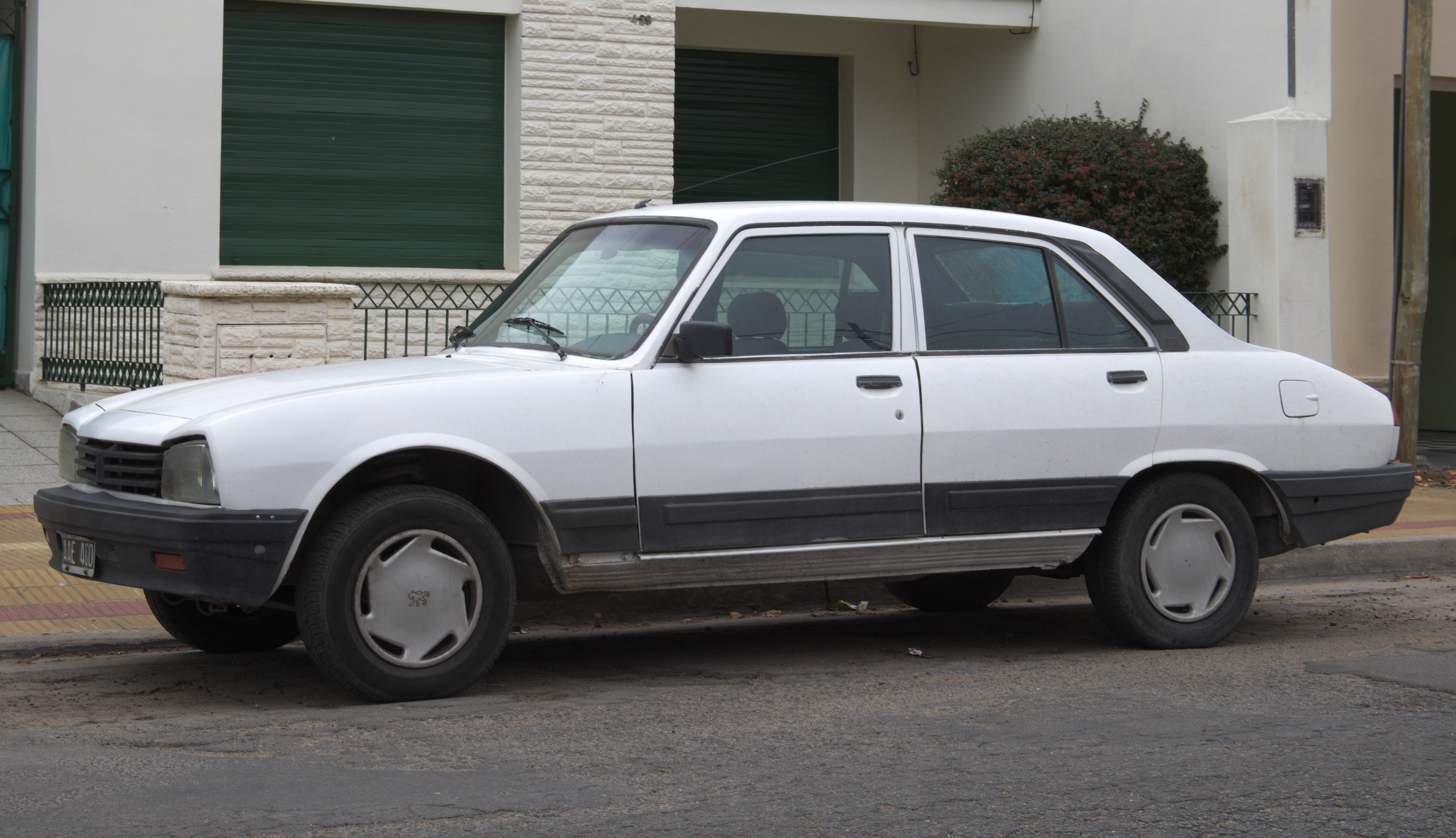
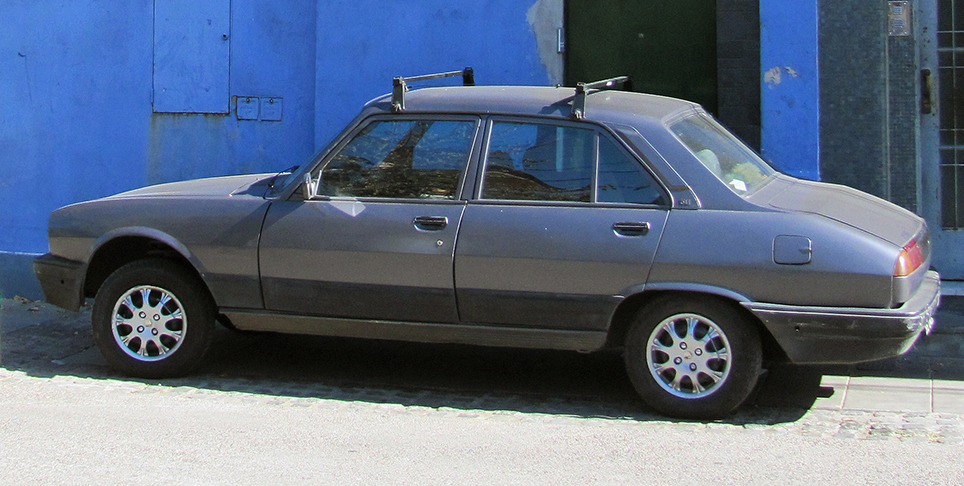
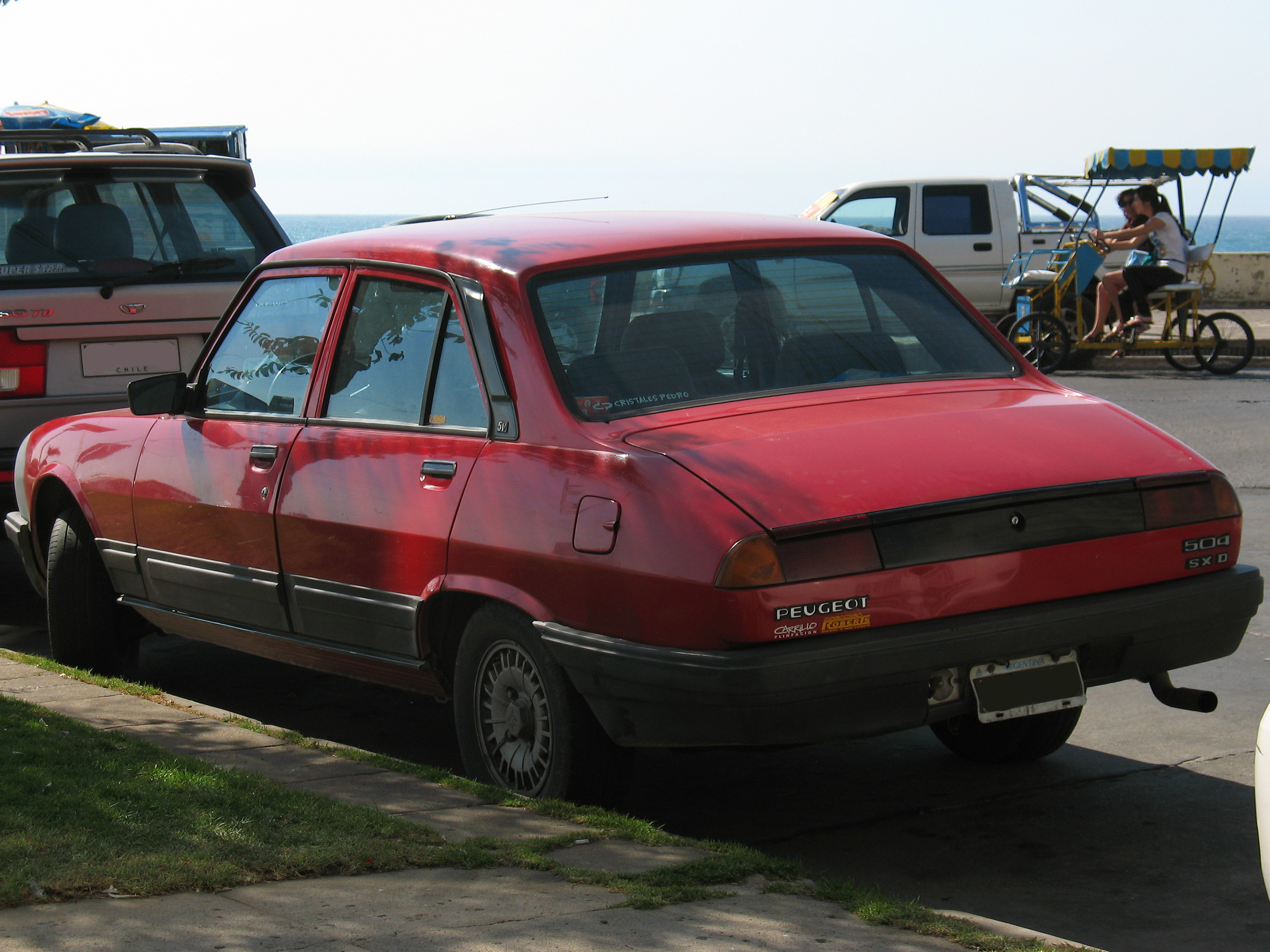
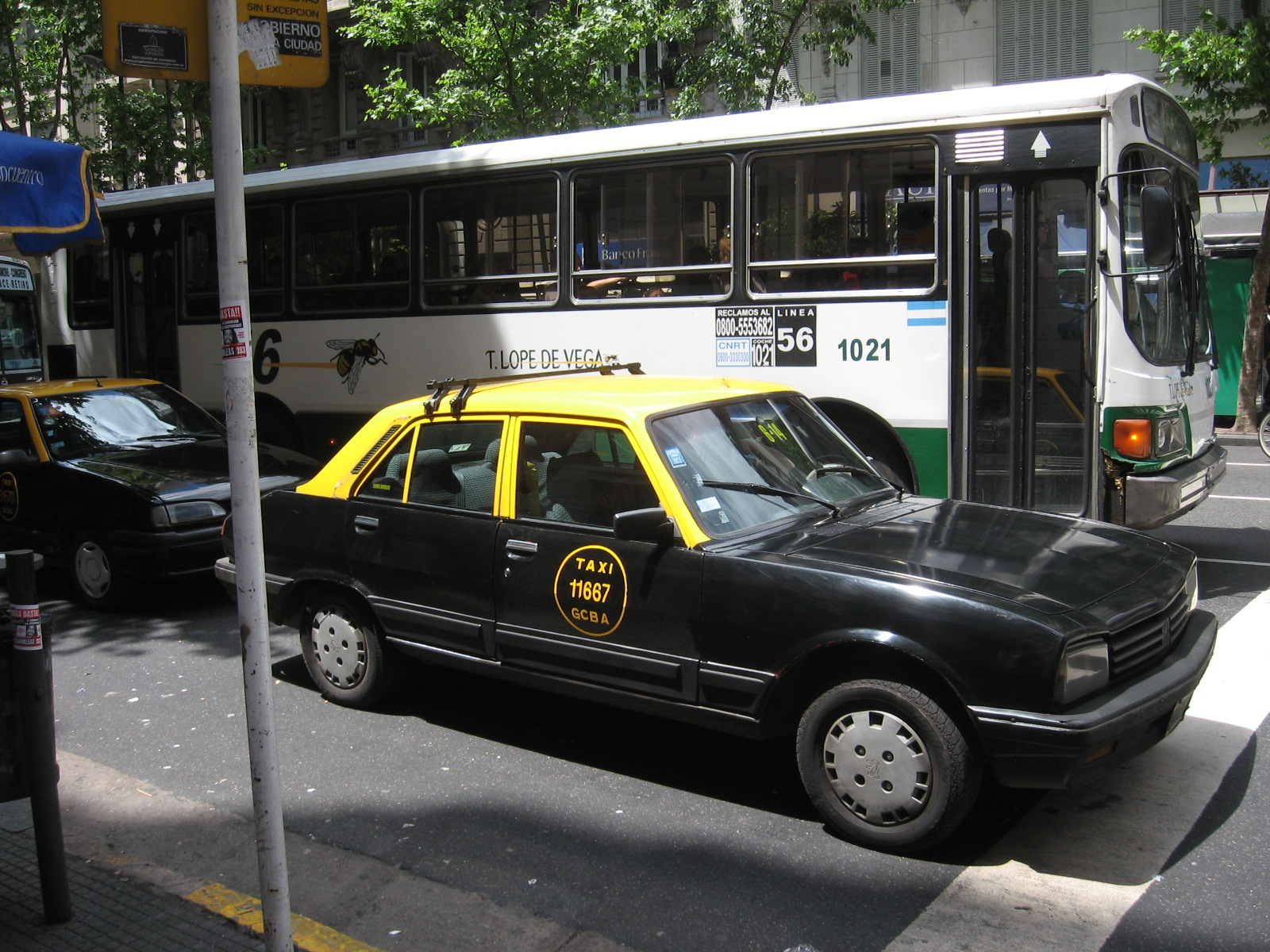

### Logros deportivos
Desde su lanzamiento en Argentina, el Peugeot 504 logró deportivamente numerosos campeonatos en diversas clases y disciplinas automovilísticas. Fueron en total 14 títulos, 12 nacionales, 1 sudamericano y 1 bonaerense conseguidos por 8 pilotos diferentes. El historial deportivo se detalla en particular de la siguiente manera: Campeón TN Clase "D" 1970 (José "Pepe" Migliore); Campeón TN Clase "D" 1971 (José "Pepe" Migliore); Campeón TN Clase "C" 1972 (Francisco "Paco" Mayorga); Campeón TN Clase "C" 1973 (Francisco "Paco" Mayorga); Campeón TN CADAD 1978 (Francisco "Pancho" Alcuaz); Campeón TN ACA Clase "C" 1978 (Carlos "Pájaro" Garro); Campeón TN Clase "C" 1979 (Carlos "Pájaro" Garro); Campeón TC2000 1979 (Osvaldo Abel "Cocho" López); Campeón TN Clase "C" Rally Argentino 1980 (Francisco "Pancho" Alcuaz); Campeón Codasur Sudamericano 1980 (Francisco "Pancho" Alcuaz); Campeón TN Clase "D" 1981 (Francisco "Pancho" Alcuaz); Campeón TN Clase "12" 1982 (José "Coco" Fortunato); Campeón TN Clase "3" 1983 (Arnoldo Capra); Campeón Rally bonaerense 1985 (Gastón Perkins).
El ranking de pilotos campeones con Peugeot 504 lo lidera Francisco "Pancho" Alcuaz con 4 títulos, lo siguen José "Pepe" Migliore, Francisco "Paco" Mayorga y Carlos "Pájaro" Garro con 2, luego coinciden Osvaldo Abel "Cocho" López, José "Coco" Fortunato, Arnoldo Capra y Gastón Perkins con 1.

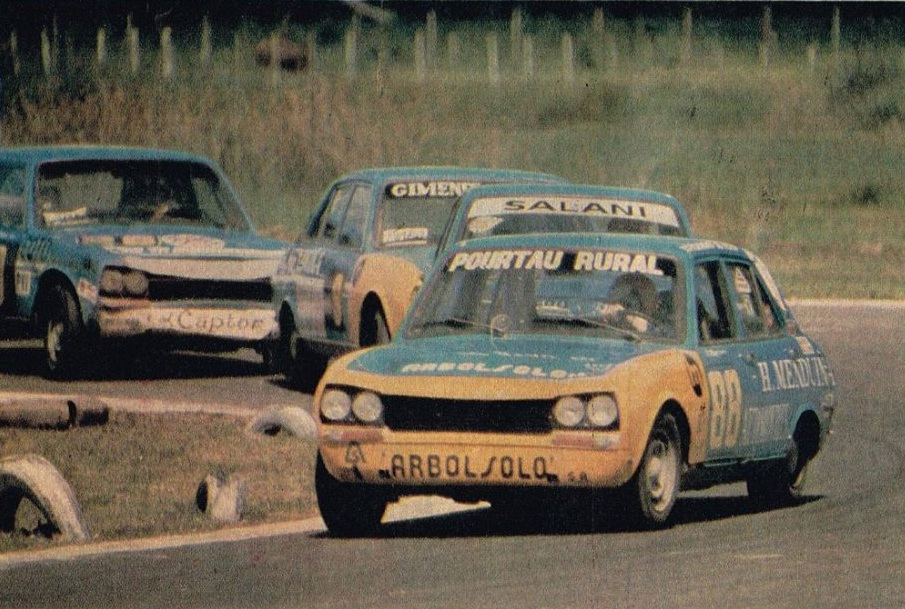
Pancho Alcuaz (Turismo Nacional 1978)
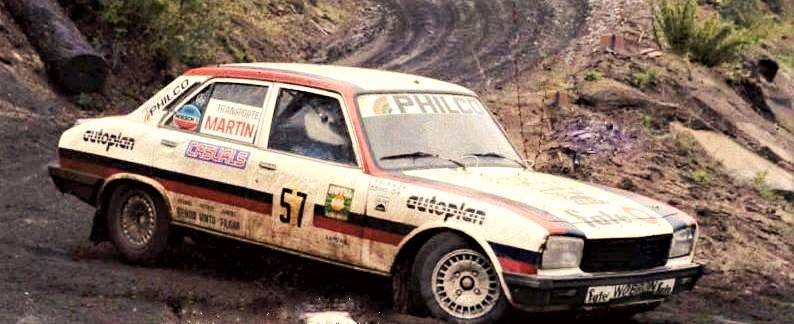
Cocho López (Rally argentino 1984)

## El Peugeot 504 en Chile
El Peugeot 504 en Chile comenzó a llegar desde Argentina a partir de 1972, aunque existen algunas unidades más antiguas o del mismo año importadas directamente desde Francia, pertenecientes a representantes diplomáticos o adquiridos vía importación directa. Esos primeros 504 vendidos en Chile eran ensamblados en Argentina a partir de kits importados de Francia, en la planta de SAFRAR (Sociedad Anónima Franco Argentina de Automotores) ubicada en Berazategui, e incorporaban un tapizado rojo oscuro, el mismo motor de 1600 cc y 76 CV que traía el 404, además de unos singulares focos redondos dobles en vez de los tradicionales en forma trapezoidal.
En aquel momento, el 504 equipaba de serie radiocassette y reposacabezas para los asientos delanteros, algo bastante básico hoy en día pero inusual en aquellos años.
Montaba focos redondos debido a una ley de 1940 de los EE. UU., vigente hasta 1979, que obligaba a los fabricantes a llevar de serie únicamente focos herméticos y redondos de siete pulgadas de diámetro y prohibía que tuvieran cubiertas aerodinámicas de vidrio o plástico. Peugeot, que tenía gran interés en meterse en el mercado de autos compactos de Estados Unidos, no tuvo más remedio que incluir esos focos herméticos en los 'kits' que se exportaban fuera de Europa, por lo que esos faros fueron característicos de los modelos que se ensamblaron durante los primeros 70 en el resto del mundo. Los primeros 504 vendidos en Kenia, Nigeria, Australia, Nueva Zelanda, y Argentina llevaban todos los dobles focos, y en algunos países los mantuvieron a lo largo de toda su historia comercial.
Sin embargo, a medida que fueron pasando los años, en Argentina empezaron a fabricarse cada vez más piezas para el 504 hasta llegar al cien por ciento, de modo que la versión de 1974 ya incorporaba los focos trapezoidales. Además, en ese año se reemplazó el veterano motor por uno de 1800 cc, se desplazó la palanca de cambios desde detrás del volante a la clásica posición en el piso del vehículo, y se presentaron tres niveles de acabado, el XE, XSE y XL. El segundo se caracterizaba por venir con llantas 'deportivas' y un techo corredizo que lo destacaba del resto del tráfico en los días soleados.

### El inicio de la popularidad del 504 en Chile
En Chile, el momento de gloria del 504 empieza en ese momento, precisamente cuando pasa de ser un auto de 'lujo' a un vehículo familiar, y se mantendría más o menos hasta la segunda mitad de los 80, no solo gracias al sedán sino también a la llegada del excelente Break o station-wagon a partir de 1979. Auto que, por sí mismo, merecería un capítulo aparte, por ser uno de los autos de mayor capacidad que se podía conseguir en la época, con tres corridas de asientos y una suspensión casi indestructible, con un largo recorrido, ideal para caminos rurales sin pavimentar, y fabricado en Francia, bajo estándares de calidad más exigentes que los argentinos, por ello no es raro encontrar algunas de esas unidades en los campos, cargados con cajas de frutas y verduras hasta el máximo y cuyo destino son las ferias semanales de las ciudades chilenas.

### Los 504 ensamblados en Chile
En 1978 comienza a escribirse la historia de los primeros 504 ensamblados en Chile en la Automotora Franco-Chilena, primeramente bajo CKD de origen argentino, siendo el 1800 GL de origen argentino el primer 504 ensamblado en Chile (manijas de puertas del Peugeot 404, llantas de tres pernos, motor 1800 cc, tablero con relojes circulares como los primeros 504 franceses). Sin embargo, en 1979, los 504 chilenos cambian, adoptando las clásicas manijas embutidas características del 504, la mascarilla y faros trapezoidales del 504 L francés, llantas con cuatro pernos iguales a la del modelo francés, y el interior completamente renovado, siendo igual al de los últimos 504 franceses fabricados a fines de los 70 y comienzos de los 80. Estos 504 se denominaron GR con el ya conocido motor 1800 CC y el novedoso 2000 SE con el clásico motor 2.000 (el XN1 de 1971 cm³) y equipamiento "full" (techo solar, alza vidrios eléctricos delanteros), compartiendo con el modelo argentino el motor, la denominación y el esquema de suspensión trasera, distinta a la del francés. En el mismo 1979, empiezan a importarse las versiones Break o Station-Wagon del 504 desde Francia, contando con acabados y colores de carrocería diferentes. Y, curiosamente, a pesar de que se vendieron relativamente poco en comparación con el sedán, el modelo Break aparece a la venta con mucha más frecuencia que las versiones familiares de otros autos de su época.
La producción del 504 sedán en Europa cesó en 1983, siendo reemplazado por el más anguloso y moderno Peugeot 505. En Argentina, sin embargo, no estaban dispuestos a deshacerse de un auto que tantas satisfacciones le había dado a Sevel Argentina (y previamente a SAFRAR), la compañía que fabricaba y exportaba los Peugeot y Fiat, de modo que decidieron hacerle una reestilización ese mismo año y continuar la vida comercial del 'Yeyo', como se le conoce cariñosamente en Argentina.

### Peugeot 504 serie II y diferencias con el GRII Argentino
La reestilización incluyó unos nuevos parachoques envolventes de plástico oscuro, con intermitentes y luces de estacionamiento integradas; además, se añadieron molduras de plástico que envolvieron la zona baja de la carrocería, se modernizó el saplicadero y remozaron los interiores, se rediseñó la trasera con nuevas luces, mayores que las originales, se cambiaron los marcos cromados alrededor de los vidrios por otros de plástico, se renovaron las mecánicas con una caja de cinco marchas y se actualizó la gama de colores, tanto exteriores como interiores. En Chile el modelo actualizado tuvo un éxito bastante menor y fueron vendidas muy pocas de las nuevas unidades del 504. Conocidas en Argentina como GRII y en Chile como 504 Serie 2, tuvieron como principales diferencias el diseño de los espejos exteriores (los del 504 GRII argentino son los del 505 de primera generación), y el diseño interior del automóvil (el 504 GRII argentino tuvo un rediseño interior en el tablero de instrumentos, mientras que el 504 serie 2 chileno mantuvo el diseño original de comienzos de los 80).

### El comienzo del fin del 504 en Chile
Pese a la renovación del 504 por parte de la Automotora Franco-Chilena, en Chile la popularidad del nuevo 504 decreció enormemente a partir de 1985 en el mercado de autos nuevos, al contrario de lo que pasaba en Argentina, donde el auto era aún el favorito de familias y taxistas pues a diferencia de lo que ocurría en Chile, el gobierno argentino creó una serie de medidas proteccionistas que hacían que para un particular fuera casi imposible adquirir un vehículo importado. Así, mientras en Argentina el 504 tenía una competencia meramente nacional (e igualmente desfasada: los principales rivales de aquel auto eran el Renault 12 y el Ford Falcon, ambos desarrollados en los 60), en otros países latinoamericanos, incluido Chile, se enfrentaba a una competencia tremenda por parte de vehículos europeos y asiáticos mucho más modernos (y económicos) como los Subaru Loyale, Mazda 929, Mitsubishi Lancer, Toyota Corolla, Chevrolet Monza, Opel Vectra, Nissan Sentra o Citroën BX, por mencionar solo algunos modelos, o inclusive de la misma marca como los Peugeot 505 y Peugeot 405 (también ensamblados por Automotora Franco-Chilena), y se encontraba en dificultades al compararse a otros sedanes económicos, como los Lada o los autos coreanos (Hyundai, Kia o Daewoo).
La llegada de las 'pick-up' asiáticas (de hecho, incluso la Chevrolet LUV producida en Chile es un modelo japonés: su verdadero nombre es Isuzu TF) hizo que la versión 'pick-up' del 504 tuviera una acogida tibia en el mejor de los casos. Y para rematar, la versión Break se encontró con la competencia de las SUV. Frente a esa competencia, en 1987 se dejan de ensamblar los 504 chilenos en la Automotora Franco-Chilena de Los Andes en sus versiones sedán y familiar, comenzando la importación de la berlina desde Argentina, vendiéndose los 504 SR, SRII y XS de origen argentino, hasta 1994, año en que se dejó de importar de forma oficial a Chile, aunque en algunas ciudades como en Punta Arenas, en la Región de Magallanes, donde existe el régimen de Zona Franca, el 504 se comercializó hasta 1997. La pick-up 504 chilena se deja de ensamblar definitivamente en 1990, siendo característico el exterior idéntico a las 504 pick-up argentinas de los años 90, y el interior el de las 504 francesas, con palanca de transmisión de 4 velocidades al volante.